# Eric Pibernik
Eric Pibernik, slovenski slikar, ki slika z nogami, * 20. november 2003, Novo mesto.
Eric Pibernik se je rodil brez obeh rok. Slika z nogami. Že kot majhnega so ga razveseljevale barvice. Kasneje so linije ter prepoznavne silhuete dobile tudi obliko. Risanje je postalo izziv. Ta izziv ga je pripeljal na novo pot. S 1. septembrom 2011 je postal štipendist VDMFK..